# امیلیو ایسیرت
امیلیو ایسیرت (انگلیسی: Emilio Isierte؛ زادهٔ ۱۳ نوامبر ۱۹۶۳) بازیکن فوتبال اهل اسپانیا است.
از باشگاه‌هایی که در آن بازی کرده‌است می‌توان به باشگاه فوتبال اسپانیول و باشگاه فوتبال اسپورتینگ خیخون اشاره کرد.
وی همچنین در تیم ملی فوتبال کاتالونیا بازی کرده‌است.